# Gavialidae
Gavialidae er en familie af krybdyr i krokodille-ordenen. Traditionelt har kun en enkelt nulevende art været medlem af familien, gavialen (Gavialis gangeticus), der er hjemmehørende i Indien og Nepal. Talrige molekylære studier har dog vist, at den uægte gavial (Tomistoma schlegelii) fra Sundaøerne er meget nært beslægtet med gavialen, så den derfor også bør være del af familien. Mange uddøde arter tilhører desuden familien.
Det er store semi-akvatiske krybdyr, der minder om de egentlige krokodiller, men med langt smallere snude. De lever af fisk, idet de mangler kæbestyrken til at fange større dyr som pattedyr, der foretrækkes af krokodiller og alligatorer af samme størrelse.

## Slægter og arter
Familien Gavialidae indeholder to arter, der placeres i hver sin underfamilie.
- Underfamilie Gavialinae
  - Slægt Gavialis
    - Gavialis gangeticus, gavial
- Underfamilie Tomistominae
  - Slægt Tomistoma
    - Tomistoma schlegelii, uægte gavial